# De man met het litteken
De Man met het Litteken (originele titel; The Library Policeman) is een novelle van de Amerikaanse schrijver Stephen King, die in 1990 verscheen in de bundel Four Past Midnight (in de Nederlandse vertaling in "Schemerwereld").

## Plot
Sam Peebles, een man die lid is van Rotary International, wordt gevraagd om een speech te geven. Zijn secretaresse Naomi Higgins raadt hem aan om bij de lokale bibliotheek wat boeken te lenen die hem daarbij kunnen helpen. Sam is al sinds zijn jeugd niet meer in een bibliotheek geweest en gaat dan ook met tegenzin. Het gebouw blijkt bij zijn komst totaal verlaten met uitzondering van de eigenaardige bibliothecaresse, Ardelia Lortz. Bovendien oogt alles binnen ouderwets en niet bepaald uitnodigend. Er hangen vooral op de kinderafdeling een groot aantal zeer grove en angstaanjagende waarschuwingsposters, waaronder over verkeersveiligheid, de gevaren van meegaan met vreemde mensen, en één waarin gewaarschuwd wordt voor “de boekenpolitie”. Sam krijgt hierover een korte woordenwisseling met Lortz.
Sams toespraak is een groot succes dankzij de tips die hij uit de boeken haalt, maar nadien vergeet hij de boeken terug te brengen en uiteindelijk gooit hij de boeken per ongeluk bij het oudpapier. Wanneer hij zijn fout ontdekt probeert hij de boeken nog terug te halen, maar die zijn dan reeds door Dave, een zwerver die eens per maand het oudpapier komt halen, meegenomen en naar een recyclingcentrum gebracht. Wanneer Sam naar de bibliotheek teruggaat om zijn fout op te biechten en aan te bieden de boeken te vergoeden, blijkt de bieb totaal veranderd. Het gebouw is van binnen opeens een stuk moderner en gezelliger. Bovendien heeft iedereen die hij ernaar vraagt ofwel nog nooit van Ardelia Lortz gehoord, of wil absoluut niet over haar praten.
Niet veel later wordt Sam inderdaad bezocht door “de boekenpolitie”; een grote, angstaanjagende man die Sam ergens van meent te herkennen, maar hij kan niet herinneren waarvan. In zijn zoektocht naar de waarheid komt Sam erachter dat Ardelia Lortz blijkbaar erg ongeliefd was, daar men geprobeerd heeft haar naam zoveel mogelijk uit alle documentaties over de bibliotheek te wissen. Via Naomi, die in haar vrije tijd werkzaam is bij een opvangcentrum voor zwervers, komt Sam weer in contact met Dave, die na lang aandringen meer loslaat over Ardelia Lortz; jaren geleden kwam Lortz plots vrijwel vanuit het niets aanzetten en nam een baan bij de bibliotheek. Nadat de oudere Bibliothecaris plots stierf (Lortz had hem vermoord) nam zij het stokje over. Dave, die destijds een carrière als kunstenaar wilde opbouwen, werd verliefd op haar en had voor haar onder andere al die gruwelijke posters die Sam zag ontworpen. Langzaam ontdekte hij echter dat Lortz geen mens was maar een monster dat zich voedt met angst. De posters op de kinderafdeling waren een van haar methodes om zoveel mogelijk angst te zaaien bij de kinderen die de bieb bezochten. Uiteindelijk kon Dave het niet langer aanzien, brak met haar en probeerde haar te ontmaskeren. Hierop bracht Ardelia twee kinderen om het leven om nog wat kracht op te doen, alsook een politieagent die haar op het spoor was gekomen, en pleegde daarna klaarblijkelijk zelfmoord. In werkelijkheid ging ze echter in een soort winterslaap. Nu is ze weer ontwaakt. De boekenpolitie die Sam nu op de hielen zit is volgens Dave eveneens een van Ardelia's gedaantes, gebaseerd op Sams herinneringen. Tevens vermoedt Dave dat Ardelia Sams lichaam over wil nemen zodat ze, onder zijn identiteit, in een andere stad weer opnieuw kan beginnen met haar schrikbewind.
Sam slaagt erin twee vervangende exemplaren te krijgen van de boeken die hij kwijtgeraakt is. Ook komt een verdrongen herinnering weer boven; hij is als kind verkracht door een pedofiel die zich voordeed als een agent van de boekenpolitie. Sam, Naomi, en Dave confronteren hierop Ardelia in de bibliotheek met de door Sam gekochte boeken en weten haar te verslaan, maar Dave komt hierbij om het leven. Ardelia doet voordat ze sterft nog een laatste poging om Naomi's lichaam over te nemen. Sam ontdekt dit echter tijdig en kan Ardelia voorgoed onschadelijk maken.

## Connecties met andere werken van King
- Naomi blijkt fan te zijn van schrijver Paul Sheldon, de protagonist uit Misery
- Aan het eind van De Noodzaak verlegt Leland Gaunt zijn werkgebied van Castle Rock naar Junction City, de stad waarin “De Man met het Litteken” zich afspeelt. Hij vestigt zich in Sam’s oude kantoor. Tevens blijkt dat Sam en Naomi inmiddels getrouwd zijn en verhuisd naar een andere stad.
- Ardelia Lortz vertoont veel overeenkomsten met Pennywise, de monsterachtige clown uit Het.